# Sukaramai (Kerajaan)
Sukaramai is een bestuurslaag in het regentschap Pakpak Bharat van de provincie Noord-Sumatra, Indonesië. Sukaramai telt 1537 inwoners (volkstelling 2010).